# Borgs stift
Borgs stift (norska: Borg bispedømme) är ett stift inom Norska kyrkan som omfattar Østfold fylke och merparten av Akershus fylke. Det upprättades 1969, genom att Oslo stift delades. Stiftet är kyrkans största, sett till antal medlemmar. Biskopssäte är Fredrikstad, med Fredrikstads domkyrka. Sedan februari 2022 är Kari Mangurd Alvsvåg stiftets biskop.
Borgs stift är vänstift med Göteborgs stift inom Svenska kyrkan.

## Historik

### Medeltiden
Biskopsämbetet i området runt Oslo organiserades under kung Olav Kyrres regeringstid, troligen år 1075, och namnet Oslo stift och senare Aggershuus stift efter Akershus fästning och Akershus län användes. Stiftet omfattade ursprungligen fylkena Oppland, Buskerud, Vestfold, Østfold och Akershus.

### 1500-talet: Reformation och avveckling som självständigt stift
Från Kalmarunionen 1397 var Norge i personalunion med Danmark eller under dansk överhöghet. Reformationen skedde därför samtidigt i Danmark och Norge, med början på 1530-talet. Formellt skedde brottet med Romersk-katolska kyrkan 1537 efter att den lutherskt troende hertig Christian gått segrande ur Grevefejden och blivit kung Christian III av Danmark och Norge.
Under en stadsbrand 1624 kom staden Oslo att förstöras; kung Christian IV lät uppföra en ny stad i närheten, och gav den namnet Christiania. Någon gång efter att den nya staden anlagts ändrade stiftet också namn, till Christiania stift.

### 1800-talet: Borgs stift blir självständigt
Under 1840-talet började diskussioner om att dela det stora stiftet. Samhällsförändringen hade lett till att Agershus stift bedömdes som för stort för att fungera. Samtidigt innebar 1860 års skollag en omfattande utbyggnad av skolväsendet, med bygge av skolhus och lärarbostäder i varje kommun och ett ökat tillsynsansvar för kyrkan i dess egenskap av skolans huvudman.
Regeringen föreslog att stiftets västra delar bröts ut för att bilda ett nytt stift med säte i Drammen. Andra förslag var att inrätta ett biskopssäte i Lillehammer. Men genom att Hamar dels hade historisk bakgrund som biskopssäte och dels hade fått stadsrättigheter 1849 och expanderade, föll beslutet slutligen på att återupprätta det medeltida stiftet 1864.
Under början av 1900-talet diskuterades ett namnbyte av Oslo, och från 1919 används namnet Oslo stift. Huvudstaden bytte formellt namn först 1925.
År 1948 återuppstod diskussionen om delning, först genom det tidigare förslaget om Drammens stift, som blev verklighet genom att Buskerud och Vestfold avskildes och bildade det nya Tunsbergs stift. Strax därefter, 1969, avskildes även Østfold och största delen av Akershus till Borgs stift.

## Organisation

### Biskop
Biskopen ansvarar för kyrkans tro och lära i stiftet och är högsta chef för stiftets präster. Det åligger även biskopen att visitera församlingarna samt att ordinera och viga människor till tjänst i kyrkan.
Biskopen av Borg har sitt säte i Fredrikstad och Fredrikstads domkyrka. Biskop är sedan februari 2022 Kari Mangurd Alvsvåg. Hon har tidigare varit bland annat domprost i Fredrikstads domprosti, prost i Sarpsborg och gymnasielärare. Under coronapandemin hade hon haft ett särskilt ansvar för att utveckla kyrkans digitala verksamhet i Borgs stift.

### Stiftsrådet
Borgs bispedømeråd, stiftsrådet, beslutar om kyrkans verksamhet i stiftet och verkar för att "väcka och nära det kristliga livet i församlingarna" och främja samarbetet mellan stiftets församlingar.
Stiftstrådet har 10 medlemmar, nämligen biskopen, en präst vald av stiftets präster, en anställd lekman vald av stiftets anställda lekmän, och sju andra lekmän valda av stiftets röstberättigade medlemmar. Biskopen tjänstgör ex officio, medan samtliga övriga ledamöter har en mandatperiod om fyra år.
Det nuvarande stiftsrådet tillträde 1 januari 2024 och mandatperioden sträcker sig till 31 december 2027. De valda lekmännen tillhör Frimodig kirke (1), Bønnelista (1), Nominasjonskomiteen (2) och Åpen folkekirke (3). Ordförande (leder) i stiftstrådet är Karin-Elin Berg från Åpen folkekirke.
Ledamöterna i stiftsrådet är också stiftets ledamöter i kyrkomötet.

### Kontraktsindelning och prostar

Kontrakt (prosterier) i Borgs stift.

Borgs stift är indelat i åtta  kontrakt (prosterier, norska: prostier) och 109 församlingar (socknar, norska: sokn eller sogn), som samverkar i 27 kyrkliga samfälligheter (norska: kirkelige fellesråd). Samfälligheterna är en organisation som ungefärligt motsvarar ett pastorat, men i övrigt följer kommunindelningen och är nära knuten till den kommunala organisationen.
För varje kontrakt finns en prost, som fungerar som chef för kontraktets präster. Prostarna ska i övrigt bistå biskopen i hans eller hennes ämbete. Prosten i domkyrkokontraktet (domprosteriet) kallas domprost. Domprosten i Fredrikstad är biskopens vikarie och kan bland annat träda i biskopens ställe vid visitation, prästvigning och invigning av nya kyrkor.
De åtta kontrakten är:
- Fredrikstads domprosteri
- Nedre Romerike prosteri
- Nordre Follo prosteri
- Søndre Borgesyssels prosteri
- Søndre Follo prosteri
- Vestre Borgesyssels prosteri
- Østre Borgesyssels prosteri
- Øvre Romerike prosteri

## Biskopslängd för Borgs stift
| Nr | Tillträde | Frånträde | Namn                       | Kommentarer | Noter         |
| -- | --------- | --------- | -------------------------- | --- | ------------- |
| 1  | 1969      | 1975      | Per Lønning                | Avgick i protest mot den nya norska abortlagstiftningen. Han blev senare biskop Bjørgvins stift.                                                                                             | [ 17 ]        |
| 2  | 1976      | 1977      | Andreas Aarflot            | Avgick för att ta upp tjänsten som biskop i Oslo stift 1978 och preses i biskopsmötet 1979–1998.                                                                                             | [ 18 ] [ 19 ] |
| 3  | 1978      | 1990      | Gunnar Lislerud            | | [ 20 ]        |
| 4  | 1990      | 1998      | Even Kvisgaard Fougner     | | [ 21 ]        |
| 5  | 1998      | 2005      | Ole Christian Mælen Kvarme | Avgick för att ta upp tjänsten som biskop i Oslo stift 2005. | [ 22 ]        |
| 6  | 2005      | 2011      | Helga Haugland Byfuglien   | Första kvinna som utnämnts till preses för Norska kyrkan 2010; från 2011 lämnade hon Borgs stift för det nyinrättade uppdraget som permanent preses i biskopsmötet med säte i Nidaros stift. | [ 23 ]        |
| 7  | 2012      | 2021      | Atle Sommerfeldt           | Den sista av Norska kyrkans biskopar som utsågs av regeringen; därefter har utnämningen skett genom beslut i Norska kyrkans egna organ.                                                      | [ 24 ]        |
| 8  | 2022      | nuvarande | Kari Mangrud Alvsvåg       | Domprost i Fredrikstad domprosti från 2020 till sin biskopsutnämning. | [ 3 ] [ 9 ]   |